# Стипан Златовић
Стипан Златовић (Шибеник, 10. октобар 1831 — Шибеник, 11. март 1891) је био хрватски историчар археолог и теолог.
Студије теологије започео 1853. године у Шибенику, а завршио 1856. у Макарској. За вријеме студија 1854. године био је примљен у фрањевачки ред гдје је рукоположен за свештеника. За повјереника Земаљскога музеја у Загребу именован је 1869. године. Активно је дјеловао на јачању хрватске националне свијести у Далмацији. Поред теологије и историје, бавио се и археологијом. Своје радове објављивао је у часописима, "Bullettino di archeologia e storia Dalmata"; Нада;  Виенац; Виестник Хрватскога аркеологичкога дружтва . У својим радовима бавио се  античким и хрватским археолошким локалитетима, те писао прилоге о хрватским племићким породицама.
Написао је дјело Франовци државе Пресветог одкупитеља и хрватски пук у Далмацији (1888). Прикупљао је народне легенде, пјесме и пословице. Велик број Златовићевих дјела сачуван је у рукопису. Његова аутобиографија објављена је под насловом "Успомене мога живота" 2007. године.